# オットー・ヴァーブルク (植物学者)

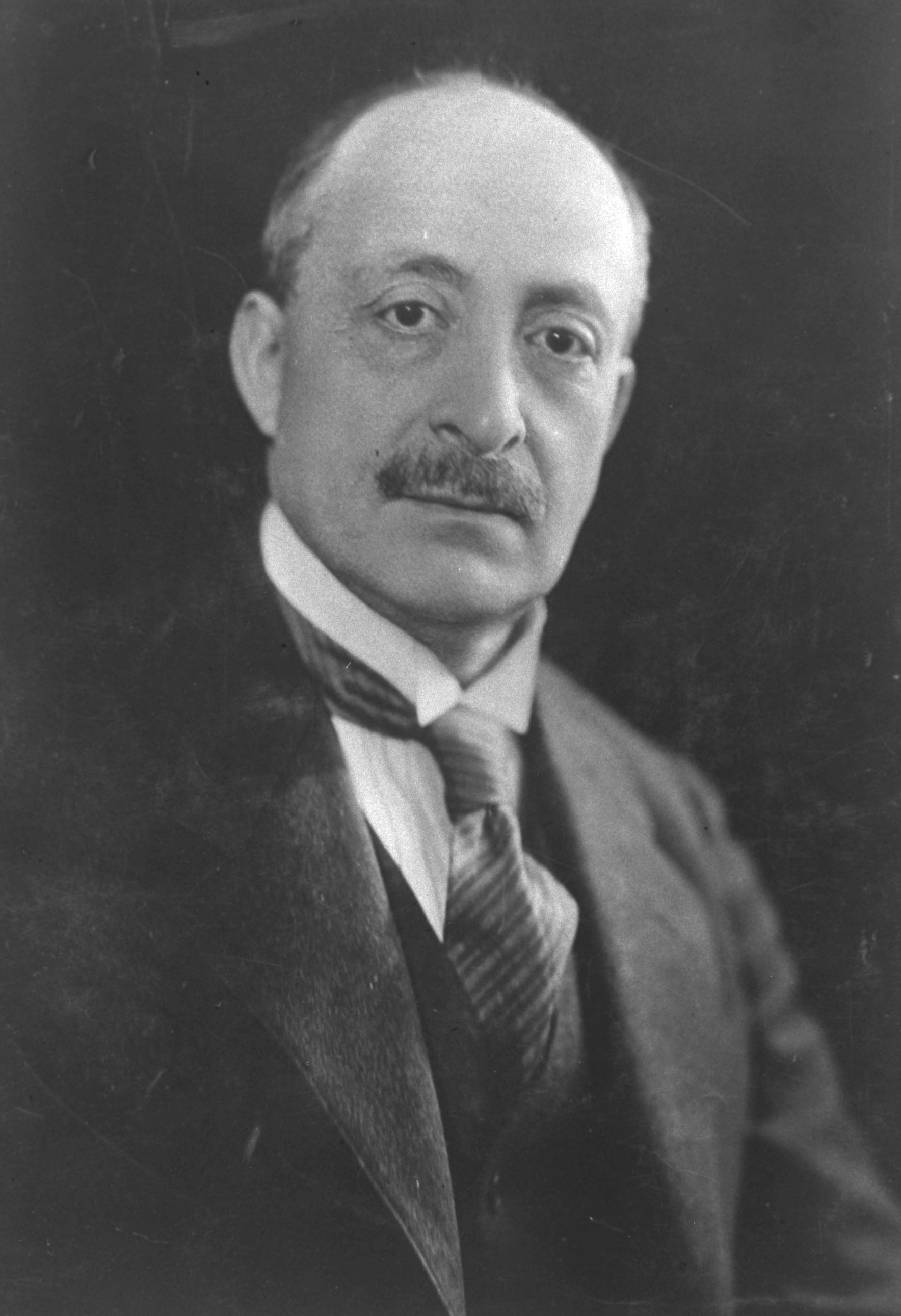
Otto Warburg (1911)

オットー・ヴァーブルク（Otto Warburg、1859年7月20日 - 1938年1月10日）は、ドイツの植物学者、シオニズム運動の活動家である。
ハンブルクに生まれた。ボン大学、ベルリン大学、ストラスブール大学で自然科学を学んだ。1885年から東アジアを4年間に渡って旅し、インド、セイロン、オランダ領ジャワ、清国、朝鮮、日本、台湾、オーストラリアを採取旅行した。帰国後、採取した植物の研究結果を専門誌に投稿した。分類学的な研究を終えて、1893年に標本はベルリン植物博物館に収められた。
東アフリカへの植民をすすめるドイツ植民協会に熱帯植物の専門家として、多くの委員会のメンバーとして参加し、Karl Supfらとともに、1896年に植民地経済委員会（Kolonialwirtschaftliches Komitee）を設立した。ドイツの植民地の農業の開発に従事し、ボンの農学者、フェルディナンド・ヴィルトマンとともに、1897年に、雑誌『熱帯植物』（Der Tropenpflanze）を創刊した。
1900年にシオニズム運動に参加し、フランツ・オッペンハイマーらと1903年の第6回シオニスト会議に参加した。パレスチナの開発のために寄付を呼びかけ、1911年から1921年の間、シオニスト機構の会長になった。
1920年に、現イスラエルのレホヴォトにある農業試験場のシオニスト組織を代表となり、1922年から1923年の間、エルサレムのヘブライ大学の開設のために米国でキャンペーン活動を行い、彼のリーダーシップのもとで、1925年に農業試験場は、農業、自然史研究所との密接な関係をもつことになった。 

## 著書
- Über den Bau des Holzes von Caulotretus heterophyllus. Diss. rer. nat. Straßburg 1883.
- Die Muskatnuss. Ihre Geschichte, Botanik, Kultur, Handel und Verwerthung sowie ihre Verfälschungen und Surrogate. Zugleich ein Beitrag zur Kulturgeschichte der Banda-Inseln. Verlag Engelmann Leipzig 1897.
- Monsunia. Beiträge zur Kenntniss der Vegetation des süd- und ostasiatischen Monsungebietes. Verlag Engelmann Leipzig 1900.
- Die Kautschukpflanzen und ihre Kultur. Berlin 1900.
- Geschichte und Entwicklung der angewandten Botanik. In: Berichte der Deutschen Botanischen Gesellschaft Bd. 19 ,1901, S. 153-183.
- Kulturpflanzen der Weltwirtschaft. Verlag R. Voigtländer Leipzig 1908.
- Die Pflanzenwelt. 3 Bände, Bibliographisches Institut Leipzig, Neudruck 1923